# Brother's Keeper (Prison Break)
Brother's Keeper este al  episod al serialului de televiziune Prison Break, al  al sezonului 1.